# Bàltia
Bàltia és un nom que Plini el Vell treu de Xenofont de Làmpsac, i explica que a tres dies de navegació des d'Escítia Hi havia una illa molt gran anomenada així. La zona sovint s'identifica amb les regions bàltiques situades a la mar Bàltica però que segurament eren a un altre lloc, ja que els pobles que vivien a l'actual regió bàltica eren germànics i deien que el seu territori era al Mar oriental.
A partir d'uns textos del matemàtic i explorador Píteas, es considera molt probable que Bàltia fos la regió anomenada avui dels Estrets de Belt (Gran Belt i Petit Belt) entre les illes daneses i Jutlàndia, o bé l'illa de Fyen.
Els gots van tenir dues línies dinàstiques: la dels Balts (o Baltungs) i la dels Amals (o Amalungs) i és possible que els noms derivessin d'un epònim i que d'aquest el país de Bàltia hagués pres el nom.